# Yaël Abecassis
Yaël Abecassis (hebrejsky יעל אבקסיס‎; * 19. července 1967 Aškelon) je izraelská herečka a modelka marockého původu.

## Filmografie
- Rabin, the Last Day (2015)
- Dancing Arabs (2013)
- Hunting Elephants
- Rani – princezna rebelka (TV seriál) (2011)
- Hatufim (TV seriál) (2009)
- Shiva (2008)
- Přežít s vlky (2007)
- Jdi, žij a někým se staň (2005)
- Táta
- Haïm Ze Haïm (2003)
- Miss Entebbe
- Tanec na tři doby
- Zápletka
- Bella ciao 2001
- Maria, figlia del suo figlio (TV film) 2000
- Kadosh 1999
- Shabatot VeHagim (TV seriál)
- L'Enfant d'Israel (TV film) 1997
- Survivre avec les loups (2007)
- Sans moi (2007), Marie
- Papa (2005/II), Léa
- Jdi, žij a někým se staň (2005), Yaël Harrari
- Until Tomorrow Comes (2004), dcera
- Alila (2003), Gabi
- Tanec na tři doby (2003)
- Haïm Ze Haïm (2003)
- Miss Entebbe (2003), Elise
- Bella ciao (2001), Nella
- Maria, figlia del suo figlio (2000), Marie
- Kadosh (1999), Rivka
- Shabatot VeHagim (1999), Ella
- Passeur d'enfants, Yael, (1997)
- L'enfant de la terre promise (1997), Yael
- L'Enfant d'Israel (1997)
- Hakita Hameofefet (1995)
- Ha-Yerusha (1993)
- Zarim Balayla (1993)
- Sipurei Tel-Aviv (1992), Sharona
- Pour Sacha (1991), Judith